# Hilaira syrojeczkovskii
Hilaira syrojeczkovskii är en spindelart som beskrevs av Kirill Yeskov 1981. Hilaira syrojeczkovskii ingår i släktet Hilaira och familjen täckvävarspindlar. Inga underarter finns listade i Catalogue of Life.